# Brasserie de Silenrieux
Brasserie de Silenrieux is een Belgische brouwerij te Silenrieux, een deelgemeente van Cerfontaine in de provincie Namen.
Een oude schuur heeft men verbouwd tot een brouwerij met bar-restaurant.
Een aantal brouwprofessoren hebben, in samenwerking met een groepje plaatselijke landbouwers, het gebruik van zeldzame, in de streek geteelde gewassen (boekweit en spelt) nieuw leven ingeblazen.
De brouwerij is op aanvraag te bezoeken.

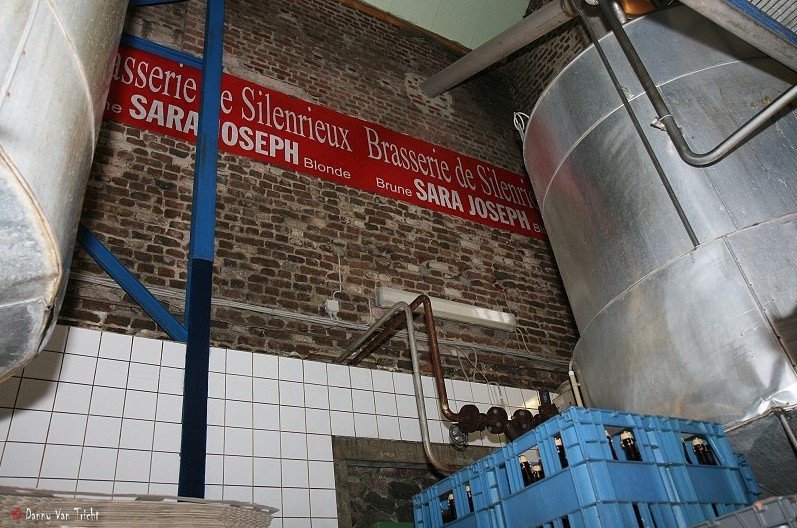
Binnenin de brouwerij

## Bieren
- Sara, boekweitbier, bruin, 6% (biologische versies blond & bruin, 6%)
- Joseph, speltbier, blond 5,4% (biologisch, 5%)
- L'Autruche, amber, 7,5%
- Noël de Silenrieux, donkerbruin, 9%
- Cuvée des Lacs de l'Eau d'Heure, biologisch, blond, 5,2%
- Kriek de Silenrieux, rood fruitbier, 5%